# Croix-Rouge Military Cemetery
Croix-Rouge Military Cemetery is een Britse militaire begraafplaats met gesneuvelden uit de Eerste en Tweede Wereldoorlog, gelegen in de Franse gemeente Kwaadieper in het Noorderdepartement. De begraafplaats ligt aan de Rue de la Chapelle op 2.300 m ten noordoosten van het dorpscentrum (Église Saint-Omer)), iets ten oosten van het gehucht Croix Rouge. Ze werd ontworpen door George Goldsmith en heeft een trapeziumvormig grondplan met een oppervlakte van 371 m². De begraafplaats wordt omsloten door een natuurstenen muur en centraal tegen de oostelijke muur staat het Cross of Sacrifice. De begraafplaats wordt onderhouden door de Commonwealth War Graves Commission.
Er liggen 89 Britse slachtoffers begraven.

## Geschiedenis
In 1918, het laatste oorlogsjaar, was een veldhospitaal gevestigd in Sint-Winoksbergen en vanaf het midden van het jaar werd de begraafplaats nabij het gehucht Croix Rouge aangelegd. Tijdens het interbellum, in 1935, werden nog zes Britse soldaten bijgezet die werden overgebracht vanuit Herzeele Churchyard, het kerkhof van Herzele.
Er liggen ook twee geïdentificeerde gesneuvelden uit de Tweede Wereldoorlog begraven.

## Onderscheiden militairen
- D. O'Neil, soldaat bij de Argyll and Sutherland Highlanders werd onderscheiden met de Distinguished Conduct Medal (DCM).
- W. Gordon, korporaal bij de Cameronians (Scottish Rifles) werd onderscheiden met de Military Medal (MM)